# Порт Варна
Порт «Варна» - болгарський порт на Чорному морі. Розташований як на чорноморському узбережжі у місті Варна (Термінал «Варна-Схід»), так і всередині Білославського озера в Девня (Термінал «Варна-Захід»).

## Історія
Варна була заснована під ім'ям Одессос як еллінська приморська колонія, і з часів античності досі є центром портової діяльності. У 339 році до н.е. Одессос входить до складу імперії Александра Македонського, а 302 р. до н. е. полководець Кассандра Плейстарх використовує порт, щоб перевести війська в Гераклею Понтійську на березі Малої Азії.

Вважається, що при створенні Одессоса порт розташовувався в районі сучасного підїзду до залізничного вокзалу, будівлі Транспортної поліції та АЗС, так як це місце залишалося незмінним до кінця XIX ст.. До 1369 року Варна є одним з найбільш важливих портів Тирновського царства, яке генуезькі торговці називали Загора. До середини XV століття порт переживає економічні труднощі через військові дії та османську експансію. У періоди затишку та миру торгівля і ремесла відроджуються, а в більшості випадків в порт заходять суди венеційців і генуезців. Скоро Чорне море перетворюється в замкнуте «турецьке» море, торгових шляхів, що проходять через Варну, стає менше, а порт втрачає поточне значення. Тільки у другій половині XVI століття до Варни приходять торговці з Дубровника та Анкона. Щодо тодішньої атмосфери в порту свідчать очевидці, наприклад, османський мандрівник Евлія Челебі, який побував у Варні в 1656 році:
...Портова торгівля в руках греків, арабів та аджемітів. На морському узбережжі незліченна кількість заліза, шматків кам'яної солі, бочок, мішків з фореллю та всіх видів будівельних матеріалів. Порт досить жвавий - тисячі возів приїжджають та повертаються. Кожного року 1500 човнів ввозять і вивозять товари по всім морям. Порт віддає митному керівнику ілтізам в розмірі 170 гаманців...
Варна - це величезний скелет Болгарії. Кораблі різної величини можуть кинути тут якір і перезимувати в повній безпеці. Я знайшов тут закріпленими 14-15 велетнів довжиною від 20 до 22 аршинів та багато маленькіх човнів...— Шарль де Пейсонел, французький дипломат та географ, Шарль де Пейсонел, французький дипломат та географ
 Ще століття після цього, у липні 1884 року, Костянтин Йосиф Їречек записував: 
Саме місто процвітає. До моря збудований новий скелет з заліза та балок, і це було незаради дорогого будівництва набережної, бо це потребувало багато грошей, але було багато планів. Багато років говорять за переміщення порту з каналом в Девненське озеро, але його рівень трохи вищий і дно досить неглибоке.
Ще століття тому в цій частині Варни море досягає рівня сучасного Будинку транспортних робітників. Звідти починається «Великий скелет» тодішнього порту, який входив в море на глибину 40 метрів. Поруч з ним було побудовано ще один, який називали «Маленький скелет». Окрім місця для роботи, ввечері скелети були місцем для прогулянок, а навколо них були розташовані безліч таверн. Трохи вниз розташований і «Англійський скелет», побудований для потреб англійської торгової компанії «Ллойд». Через те що біля скелетів море дуже неглибоке, кораблі пришвартовуються в кілометрі від берега. Із судів товари перевантажують на великі човни — «мауни», які за допомогою невеликих гребних човнів доставляють їх до берега і там розвантажуються робітниками. Завантаження суден відбувається таким же чином, все це займає багато часу і потребує відповідних погодних умов. Пасажирів доставляють теж човнами. Питання щодо модернізації варненського порту, вочевидь, є болючим у той період. Дослідники Карайотов, Райчевськи, Іванов публікують статистику, згідно якої в 1885 році варненський порт є одним з найбільш важливих в економічному відношенні на Західному узбережжі Чорного моря, невраховуючи тільки порт Бургас.
| Кількість пришвартованих парусних човнів  | 4487    | 1286    | 460     |
| Тоннаж парусних човнів                    | 250.693 | 112.503 | 92.675  |
| Кількість пришвартованих пароходів        | 63      | 239     | 157     |
| Тонаж пароходів                           | 27.401  | 108.427 | 66.319  |
| Загальна кількість пришвартованих суден   | 4550    | 1507    | 617     |
| Загальний тонаж всіх пришвартованих суден | 278.094 | 220.930 | 158.993 |

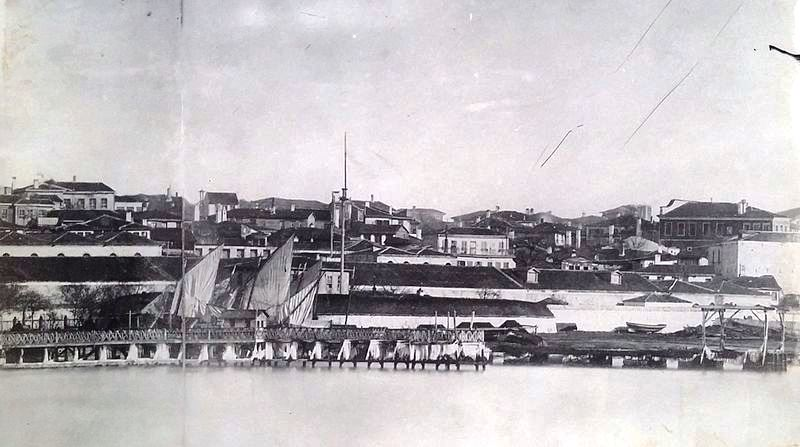
Порт до Визволення Болгарії.

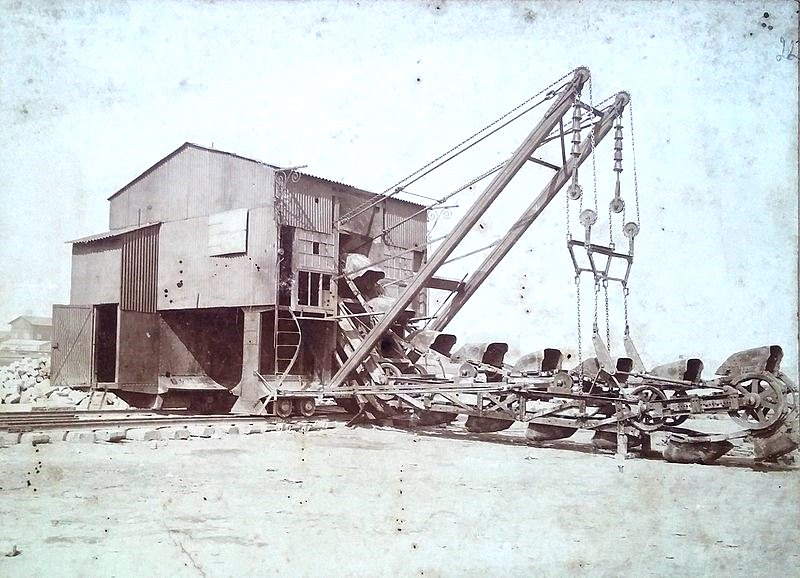
Обладнання під час будівельних робіт

Аукціон з реконструкції старого варненського порту («Великий скелет») у відповідності з вимогами індустріального століття відбувся 4 лютого 1895 року. Проект засновувався на більш ранніх дослідженнях Чарльза Хартлі, але був дороблений Адольфом Жерардом, який виконав вимірювання місцевості. В кінці 1894 року Жерард, вже в якості інженера-радника уряду, презентував проект, що передбачав будівництво приморського пірсу в напрямку північ-південь, південного пірсу, перпендикулярного першому, набережних стін з насипними валами позаду та збільшення глибини порту. Попередня оцінка будівництва склала 8 290 385 золотих левів. В цю суму не входили кошти, необхідні для закупівлі гідравлічного вапна і цементу, які використовуються при такому будівництві. Вказані матеріали були безпосередньо забезпечені за рахунок уряду, який брав на себе і заробітні плати для керівників. В аукціоні беруть участь іноземні компанії з Гамбурга, Парижу і болгарського товариства «Михайловськи і Хайрабедиян».

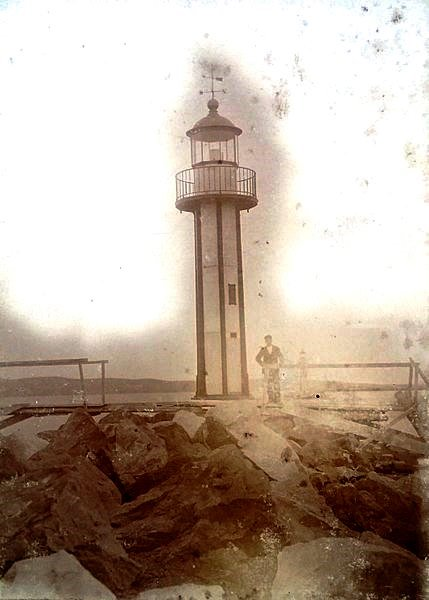
Перший вхідний маяк з білим світлом, який мігає через три секунди — в кінці пірсу

Було обрано національну компанію і розпочалося будівництво після того, як була запропонована знижка в 16,5 % від початкової ціни аукціону або 6 922 472 золотих левів. Кам'яний матеріал для окремих об'єктів доставляється з кар'єру «Малик Аладин» (сучасне Єзерово), в 15 км від Варни. Хоча це відносно крихкий матеріал він має властивість тверднути у воді і це робить його відповідним до умов будівництва. Для його транспортування була побудована додаткова лінія, що з'єднувала кар'єр з залізничною лінією Варна — Русе. Для зручності в самому районі порту будуються тимчасові майстерні, склади, канцелярії, ливарне виробництво, установка для приготування цементного розчину, а також спеціальний центр для більш легкого навантаження скельних матеріалів. У будівництві використовуються один 40-тонний плавучий кран, ще два — 5 - і 9-тонні, 90 вагонів, з вантажопыдйомныстю до 15 тонн скельного матеріалу, три локомотива, підйомна машина для штучних блоків, один екскаватор для поглиблення дна порту і багато іншого. У 1897 році Варненський губернатор призначив першого болгарського начальника Варненського порту. Але в 1899 році фірма-підрядник переживає серйозні потрясіння — після двох зимових штормів, які пошкодили плавательний склад та споруди, компанія «Михайловські і Хайрабедиян» майже банкрут. Продовження започнатого будівництва передається нещодавно створеному анонімному акціонерному товариству, в якому головними акціонерами є учасники першого підприємства. З підписанням протоколу засновників починає існування «Акціонерне товариство без імені для будівництва Варненського порту», що зуміло довести проект до успішного завершення в 1906 році. Дані про це зберігаються в архівних файлах, ескізах та планах будівництва щодо умов зведення ангарів, ферм, складів, що були укладені між міністром торгівлі і сільського господарства та акціонерним товариством для будівництва порту. В церемонії відкриття 18 травня 1906 року бере участь особисто князь Фердинанд І, який прибуває на борту болгарського крейсера «Надія». Корабель перерізає трикольорову стрічку, натягнуту між двома пірсами. Ще 23 військових і цивільних парохода з Румунії, Італії, Німеччині, Англії, Австро-Угорщини, Греції, крейсери з Імператорського флоту Московського цартства і більше 300 офіційних гостей долучаються до церемонії відкриття. Подія відзначена 21 салютом з бортів зарубіжних військових пароходів і берегової артилерії.

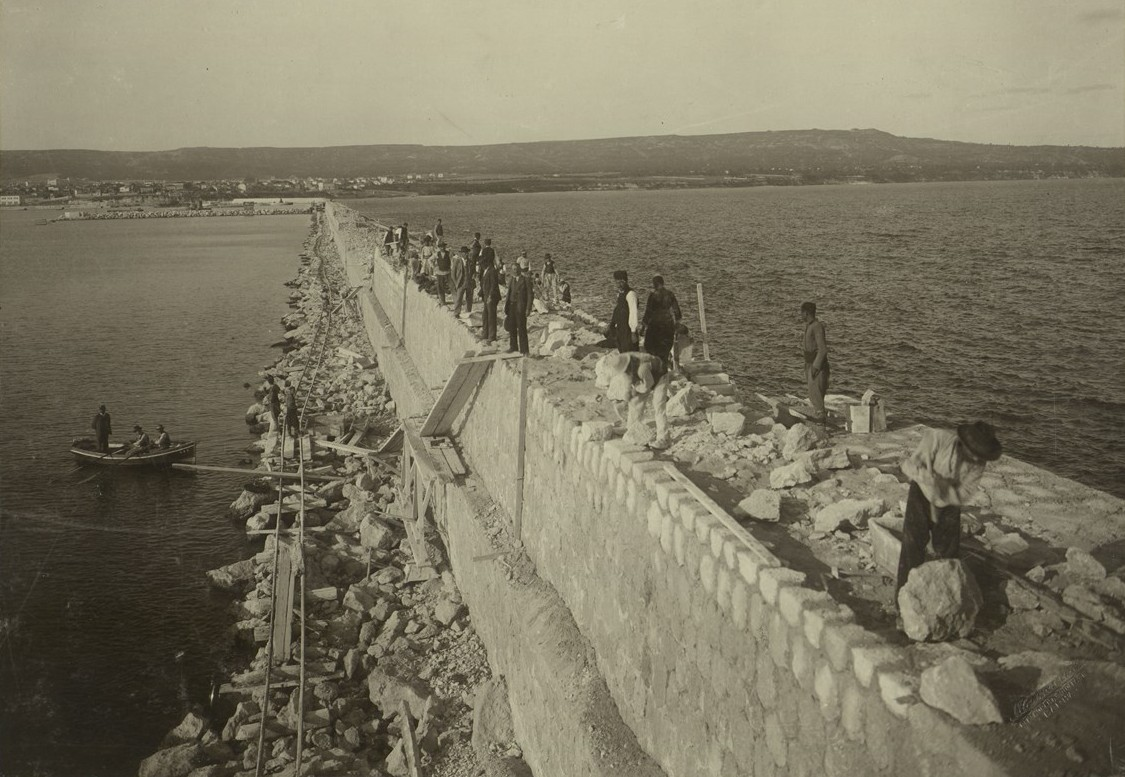
Робітники під час будівництва головного причалу Порту Варни, на задньому плані — частина міста.

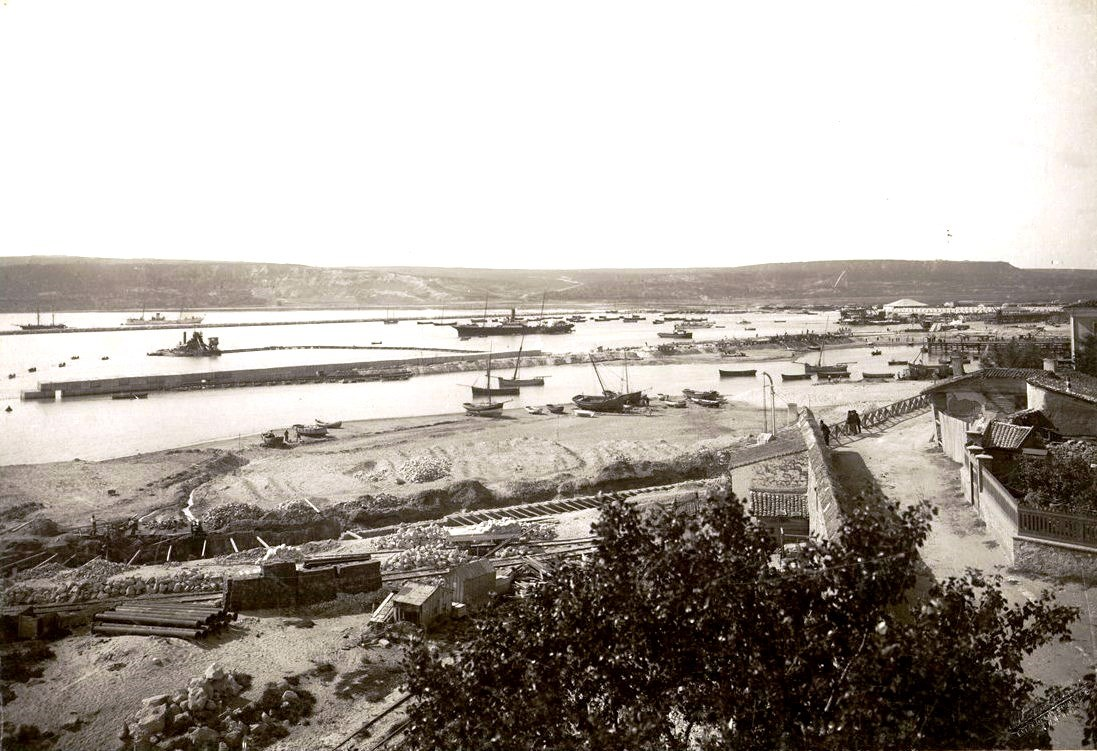
Внутрішня частина Порту Варна при будівництві набережних стін і насипів, вид на мис Галата.

Цим періодом датуються і листування щодо будівництва морського каналу, який поєднує море та озеро; ситуаційні плани, надзвичайні ситуації, перехресні профілі та звіти щодо стану будівництва, а також листування на тему будівництва мосту над каналом. У 1907 році відкривають Варненську суднобудівну компанію у вже існуючих двох дерев'яних баржах, що знаходяться у власності Безіменного Акціонерного товариства. Балканські війни покладають кінець прогресуючому торговельному товарообігу, а відчуження Південної Добруджі від Болгарії та наплив біженців з Македонії, Тракії та Добруджі (більш ніж 30 тис. людей) до міста посилює безробіття, бідність та ускладнює нелегке післявоєнне положення жителів. Багато підприємств не витримують післявоєнної економічної кризи та стають банкрутами, що призводить до нової хвилі безробіття. Місто починає швидко губити своє торговельне значення.
|      | Варна   | Варна   | Бургас  | Бургас  |
| Рік  | Імпорт  | Експорт | Імпорт  | Експорт |
| ---- | ------- | ------- | ------- | ------- |
| 1920 | 47,80 % | 15,20 % | 14,20 % | 42,40 % |
| 1925 | 20,20 % | 13,50 % | 21,60 % | 36,10 % |
| 1930 | 14 %    | 12,70 % | 18,60 % | 34,30 % |
| 1937 | 11,60 % | 15,80 % | 24,70 % | 27,40 % |

У 1938 році, відповідно до Наказу головного управління залізниць і портів, визначено три вантажно-пасажирські лінії, які повинні обслуговувати в Болгарській торгово-пароплавній компанії — приморська, Єгипетська і Західноєвропейська. У 1939 році порти в Болгарії об'єднуються в трьох областях — Варненська узбережна область, Бургаська узбережна область і Дунайська річкова область. Начальник порту Варна стає і главою Варненської узбережної області. Під час Другої світової війни варненський порт є об'єктом указів і вербальних нот збоку Французької республіки, Англійського посольства, Королівства Італії, Німецького посольства, збереглися кореспонденція та повідомлення про мінування морських шляхів, визначення безпечних зон і проведення контролю кораблів під прапорами нейтральних країн. У 1947 році порт було націоналізовано. Після трирічного розширення, 26 січня 1966 року вводять в експлуатацію нові портові споруди, а в 1968 році був побудований новий Морський вокзал з набережними стінами в 0,5 км. З 1974 року Варна має і свій другий порт Варна-захід. У 2011 році Порт «Варна» обробив 9.15 млн тонн вантажів, і за цим показником випередив порт Бургас.

## Характеристика

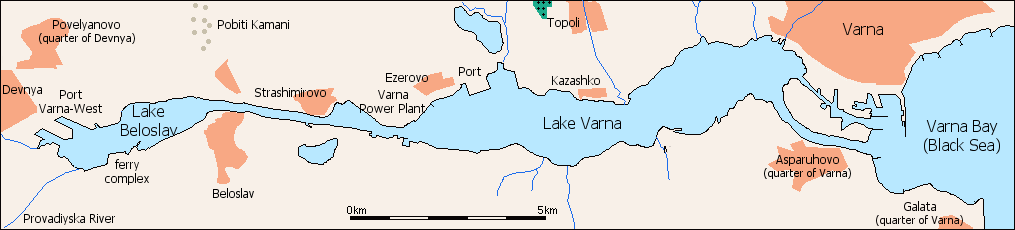
Карта Белославського і Варненського озер

Порт «Варна» має два термінали «Схід» і «Захід», які знаходяться приблизно в 30 км один від одного. Термінал «Схід» розташований на узбережжі Чорного моря, а термінал «Захід» — в найзахіднішій частині Белославського озера. Термінал «Схід» і термінал «Захід» мають по 17 причалів кожен, максимальна глибина на судноплавних місцях досягає 11.50 метрів. В акваторії Порту «Варна» є ще чотири портових комплекси: Петрол; ТЕЦ Єзерово; Леспорт і Поромний комплекс Варна, з ними загальна кількість судноплавних місць досягає 45. Через обробку понад 10 млн тонн вантажу, 2013 рік стає найуспішнішою в історії порту. Більш 50 % усіх водних вантажів (річкових і морських), проходить через Порт «Варна», який позиціонує себе як найбільший порт і контейнерні ворота Болгарії.